# Jardín de Plantas Medicinales de la Universidad de Ciencias de la Salud de Hokkaido
El Jardín de Plantas Medicinales de la Universidad de Ciencias de la Salud de Hokkaido en japonés : 北海道医療大学薬学部薬用植物園 Hokkaidō Iryō Daigaku Shokubutsuen es un jardín botánico de 3 900 m² del jardín de plantas medicinales, y 153 000 m² del parque de observación ecológica adjunto al jardín. 
Está administrado por la Universidad de Ciencias de la Salud de Hokkaido, que se encuentra a treinta kilómetros de Sapporo, Japón. 

## Localización
La Universidad de Ciencias de la Salud de Hokkaido, es una universidad privada (la más septentrional de Japón) está situada a una treintena de kilómetros al noreste de Sapporo y se encuentra rodeada de campos y naturaleza.
Hokkaidō Iryō Daigaku Shokubutsuen Health Sciences University of Hokkaido Kanazawa 1757, Tobetsu-cho, Ishikari-gun, Hokkaidō 061-0212, Japón. 
Planos y vistas satelitales.43°13′53″N 141°32′56″E / 43.23139, 141.54889
- Altitud : 36 m s. n. m.
- Temperatura media anual : 7 °C
- Precipitaciones medias anuales : 1 000 mm

Se abre diariamente de entrada libre.

## Historia
El jardín botánico fue abierto al público en 1985.

## Colecciones
En los
- Invernaderos, con numerosas especies para investigación entre otras Malpighia glabra L., Curcuma longa L., Leucaena leucocephala (Lam.) de Wit, Gardenia jasminoides Ellis f. grandiflora Makino, Coffea arabica L., Zanthoxylum piperitum (L.) DC., Camellia sinensis (L.) O. Kuntze, Capsicum annuum L., Orthosiphon aristatus (Blume) Miq., Sterculia nobilis Smith, Stephanotis floribunda A. Brongn., Mangifera indica L. y Curio rowleyanus (H.Jacobsen) P.V.Heath

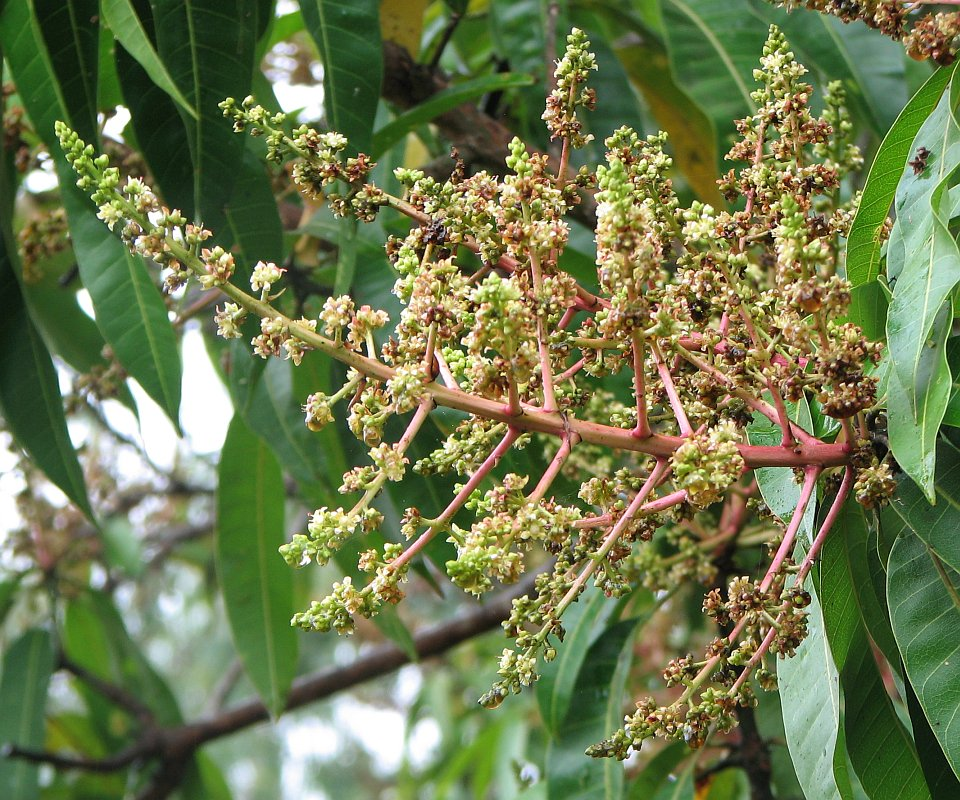
Flores de Mangifera indica una de las plantas de los invernaderos.

- En el jardín botánico y la zona de cultivos hay una 320 especies, siendo de destacar, Erythronium japonicum Dence., Corydalis ambigua Cham. et Schltdl., Anemone flaccida Fr. Schm., Trillium smallii Maxim., Lysichiton camtschatcense (L.) Schott, Symplocarpus foetidus Nutt. var. latissimus (Makino) Hara, Paris verticillata M. v. Bieberst., Paris tetraphylla A. Gray, Asperula odorata L., Maianthemum dilatatum (Madera) Nels. et Macbr., Gastrodia elata Blume, Panax japonicus C.A. Meyer, Magnolia obovata Thunb., Picrasma quassioides (D.Don) Benn., Phellodendron amurense Rupr., Tilia japonica (Miq.) Shimonkai, Acer japonicum Thunb., etc.
- En el parque de observación ecológico se catalogan unas 200 especies de plantas, desarrolladas espontáneamente. El parque se encuadra de las laderas de dos colinas al este y al oeste. Unos torrentes discurren hacia el parque, formando así una zona pantanosa. En toda la zona está preservada la flora de los pesticidas utilizados en agricultura. Se pueden observar las siguientes especies: Gastrodia elata, Panax japonicus C. A. Meyer, Phellodendron amurense, Magnolia obovata Thunb., Picrasma quassioides, Lysichiton camtschatcense, Caltha palustris var. barthei, Gymnadenia camtschatica, Liparis kumokiri F. Maek, Cremastra appendiculata, Calanthe tricarinata Lindl., Platanthera metabifolia F. Maek..

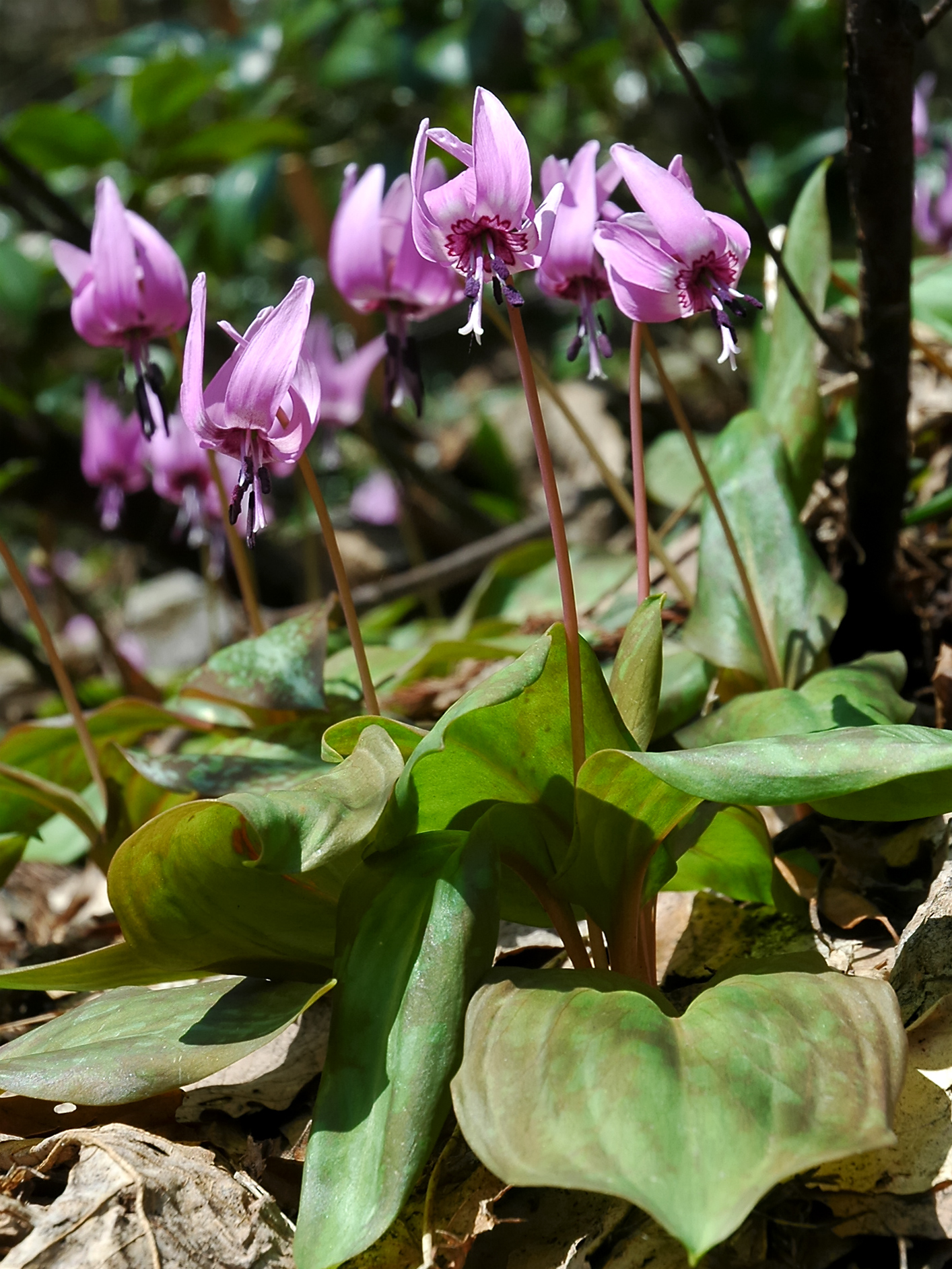
Flores de Erythronium japonicum una de las plantas cultivadas del Jardín de Plantas Medicinales de la Universidad de Ciencias de la Salud de Hokkaido.

## Actividades
Este jardín al estar junto a la "Universidad de Ciencias de la Salud de Hokkaido" y servir como campo experimental de esta, desarrolla un gran número de investigaciones en los campos de:
- Restauración, y repoblación de especies vegetales en los bosques degradados
- Conservación de los recursos genéticos de las siguientes plantas medicinales: Gentiana lutea L., Lithospermum oficinal L. variedad erythrorhizon (Sieb. et Zucc.) Hand.-Mazz., Angelica acutiloba (Sieb. et Zucc.) Kitag., Glycyrrhiza uralensis Fisch.
- Investigaciones en farmacia
- Cultivos experimentales de plantas medicinales,
- Material pedagógico para los cursos de farmacognosia y de fitoquímica de la universidad.
- Index Seminum